# Ternand
Ternand – miejscowość i gmina we Francji, w regionie Owernia-Rodan-Alpy, w departamencie Rodan.
Według danych na rok 1990 gminę zamieszkiwało 588 osób, a gęstość zaludnienia wynosiła 55 osób/km² (wśród 2880 gmin regionu Rodan-Alpy Ternand plasuje się na 1070. miejscu pod względem liczby ludności, natomiast pod względem powierzchni na miejscu 1068.).